# 扎魯巴尼
50°9′44″N 23°33′51″E / 50.16222°N 23.56417°E
扎魯巴尼（烏克蘭語：Зарубани），是烏克蘭的村落，位於該國西部利沃夫州，由亞沃里夫區負責管轄，始建於1830年，面積0.53平方公里，海拔高度300米，2001年人口219，人口密度每平方公里410.88人。